# 格雷格·巴拉德
格雷戈里·巴拉德（英語：Gregory Ballard，1955年1月29日—2016年11月9日），美国NBA联盟前职业篮球运动员。他在1977年的NBA选秀中第1轮第4顺位被华盛顿子弹选中。
美國時間2016年11月9日因前列腺癌病逝，享年61歲。